# وایسنبورن (زاکسونی)
وایسنبورن (به آلمانی: Weißenborn/Erzgeb.) یک شهر در آلمان است که در میتل‌زاکسن واقع شده‌است. وایسنبورن ۲٬۷۲۳ نفر جمعیت دارد.